# شاهد (من الأفضل الاتصال بسول)
«شاهد» (بالإنجليزية: Witness)‏ هي الحلقة الثانية للموسم الثالث من مسلسل إيه إم سي التلفزيوني الدرامي من الأفضل الاتصال بسول، المسلسل يُعتبر بادئة من مسلسل اختلال ضال. تم بث الحلقة في 17 أبريل 2017 على قناة إيه إم سي بالولايات المتحدة. خارج الولايات المتحدة، تم عرض الحلقة لأول مرة على خدمة البث نتفليكس في عدة بلدان.

## الاستقبال

### التقييمات
عند بثها، تلقت الحلقة 1.46 مليون مشاهد أمريكي، ونسبة 18-49 من 0.5.

## وصلات خارجية
- «شاهد» على إيه إم سي (بالإنجليزية)
- «شاهد» على قاعدة بيانات الأفلام على الإنترنت (بالإنجليزية)